# 李稚廉
李 稚廉（り ちれん、508年 - 574年）は、東魏・北斉の政治家。本貫は趙郡高邑県。兄は李義深。『北史』では、避諱のためにその名を幼廉（ようれん）と書かれる。

## 経歴
北魏の殷州別駕の李紹宗の子として生まれた。幼いころから欲が少なく、金宝を授けられても取らず、地に投げ打ったので、州牧に「蒙稚而廉」と言われて、稚廉と名づけられた。聡明で学問を好み、15歳で五経の章句に通じた。葛栄の乱が起こると、難を避けて洛陽におもむいた。永安年間、奉朝請に任ぜられた。531年、開府記室・龍驤将軍・広州征南府録事参軍となったが、赴任しなかった。まもなく開府諮議参軍事・前将軍に転じた。
東魏の天平年間、高歓に抜擢されて泰州開府長史・平北将軍となった。高澄の下で驃騎府長史となり、高澄に推薦されて済州儀同長史となった。また瀛州長史に転じた。高歓が冀州を通過したとき、河北の6州の行政文書をつき合わせて、戸口の増減を調べ、帳簿の不備を指摘していった。稚廉は率先して行政を整理していたので、合わないところがなく、諸州の模範となった。諸州の長史や守令たちはみな叱責されて謝罪したが、稚廉ひとり賞賛されて牛酒を賜った。高歓が并州に帰って、そのことを高澄に告げると、高澄は喜んで「われ人を知るに足れり」と言った。
547年、高澄が高歓の後を継ぐと、稚廉は召されて晋陽を訪れ、霸府掾に任ぜられた。高澄は并州が高氏の根拠地であることから、良い長史を推薦するよう申し渡したが、みな思惑があって答えなかった。高澄は稚廉を挙げて并州長史に任じた。稚廉は高澄の邸の中に滞在して、隴西の辛術ら6人とともに館客と号し、上賓の礼で待遇された。
550年、北斉が建国されると、稚廉は安南将軍・太原郡太守に任ぜられた。文宣帝に召されて、政治の方針について諮問されたとき、稚廉は行政と刑罰を寛容なものにするよう述べた。文宣帝の考えは法律を峻厳に運用することにあったが、稚廉は強く反対したので、文宣帝は喜ばなかった。話が楊愔のことにおよび、稚廉は誤って楊公と言ってしまった。揚げ足を取られて、済陰郡守として出され、西兗州刺史を兼ねた。後に召還されて太府少卿となった。まもなく廷尉少卿に転じ、太尉長史をつとめた。560年、孝昭帝が即位すると、散騎常侍・省方大使を兼ねた。稚廉が地方を巡視して帰ると、奏上した提案の多くは取り入れられた。合州刺史に任ぜられ、治績を挙げたが、任期を満了せず、懐州刺史を代行した。朝廷に召還されると、太僕卿を兼ね、大司農卿・趙州大中正に転じた。565年、驃騎大将軍・大理卿の位を加えられ、世に平直と称された。
和士開が専権を握ると、稚廉は南青州刺史として出された。主簿の徐乾が横暴なふるまいをしていたので、稚廉は徐乾を収監した。徐乾は黄金や妓婢を稚廉に贈ろうとしたが、稚廉は受け取らず、徐乾を処刑した。并省都官尚書として召還された。574年3月、晋陽で死去した。享年は67。儀同三司・信義二州刺史・吏部尚書の位を追贈された。

## 伝記資料
- 『北斉書』巻四十三 列伝第三十五
- 『北史』巻三十三 列伝第二十一